# Фреатично вулканично изригване
Фреатичното вулканично изригване протича при контакт на гореща магма или лава със студена вода, сняг или лед. При това настъпва светкавично изпарение на водата, което води до термичен взрив, по време на който се изхвърлят камъни, пепел, вулканични бомби и лава.
Фреатично изригване може да се получи при високоексплозивното взаимодействие между издигащата се нагоре гореща магма и подземните водоносни пластове, съдържащи голямо количество вода. В други случаи може да е предизвикано от потоци течаща нагорещена лава, достигнали до реки, езера, блата, снежни и заледени полета, или навлязли в морето.

## Описание
Когато магмата достигне до достатъчно количество подземни води, протичат мигновени промени в обема, възникващи при преобразуването на водата в пара. При моменталното прегряване 1 м3 вода се превръща в 1600 м3 пара. Възникналата експлозия раздробява лежащите над контакта пластове и ги изхвърля във въздуха заедно със скални отломки, пара, вода, пепел, вулканични бомби и други. Изхвърленият материал обикновено излита право нагоре и при падането си се натрупва около отвора, образувайки пръстен от тефра. Ако тефрата се литифицира, тя се превръща в скала, известна като вулканичен туф.
В зоната в центъра на експлозията се образува куха камера, която преминава към отдушника. Поради факта, че скалите над нея вече са разрушени, взривният отвор се превръща във фуния на маар. Едно от условията за формирането на маари например, е обилният водоносен хоризонт да бъде разположен достатъчно близо до повърхността, на по-малко от 100 м. Ако той е на по-голяма дълбочина, високото литохидростатично налягане пречи на взривното взаимодействие между магмата и водата.
Когато лавата, течаща по земната повърхност достигне воден басейн или снежно поле, получената водна пара пробива слоя лава, улавя нейните фрагменти и ги изхвърля във въздуха. Материалът може да се натрупа около новосъздадени маари или под формата на малки шлакови конуси. Когато релефът е пресечен от пукнатини, в най-ниската част на пролуката възникват маари, а в най-високата се образуват шлакови конуси и лавови потоци.

## Фреатомагматично изригване
Някои магми съдържат огромни количества разтворен газ – понякога до няколко процента от общото тегло. Този газ се намира под много високо налягане, тъй като магмата се намира дълбоко под земната повърхност. По време на фреатично изригване, когато магмата тръгва нагоре, скалата над магмената камера се взривява. Това внезапно намалява литостатичния натиск върху магмата и разтворения в нея газ. Мигновеното спадане на налягането предизвиква незабавно разширяване на разтворените газове. Когато силата на дегазиране на магмата се добави към експлозивната сила на парата, взривът повишава мощността си. Изригването, предизвикано от едновременното разширяване на водната пара и газовете се нарича фреатомагматичен взрив
Обикновено магмата във вътрешния водопровод на вулкан загрява заобикалящите я скали и ги „запечатва“ срещу движението на водата. Когато обаче нивото на магмата падне под водната маса и скалата над нея се охлади, се отварят малки пукнатини, през които водата потича в каналите и може да предизвика фреатомагматичен взрив.

## Примери
- Кракатау, Индонезия – През 1883 г. индонезийският вулкан Кракатау изригва с такава сила, че по-голямата част от вулканичния остров е унищожена и е предизвикано силно цунами. Има няколко предположения за причината на това събитие, едно от които е фреатомаматична ерупция.[8]
- Онтаке, Япония – През 2014 г. става фреатично изригване на вулкана Онтаке в Япония. По време на инцидента стотици туристи се намират до върха и са блокирани в планината. Повечето от тях са спасени, но за най-малко 36 души се смята, че са загинали (по други данни загиват 63 души). Десетки други са ранени.[7][9]
- Килауеа, Хавайски острови – Силното изригване на Килауеа през 1924 г. се дължи на фреатичен взрив. Нивото на лавовото езеро в един от кратерите започва да спада и попада под горната част на съществуващия там водоносен пласт. Водата започва да се стича към разтопената магма и бързото ѝ изпаряване предизвиква фреатичната експлозия. На огромно разстояние от вулкана са изхварлени големи скални късове.[10]